# Prionospio anuncata
Prionospio anuncata är en ringmaskart som beskrevs av Fauchald 1972. Prionospio anuncata ingår i släktet Prionospio och familjen Spionidae. Inga underarter finns listade i Catalogue of Life.